# Плен-е-Валле
Плен-е-Валле (фр. Plaine-et-Vallées) — муніципалітет у Франції, у регіоні Нова Аквітанія, департамент Де-Севр. Плен-е-Валле утворено 1 січня 2019 року шляхом злиття муніципалітетів Брі, Уарон, Сен-Жуен-де-Марн i Тезе. Адміністративним центром муніципалітету є Уарон. Населення — 2351 особа (01.01.2021).